# 동국문화재연구원
동국문화재연구원은 문화재의 조사, 연구, 보호, 보존관리 및 그 활용을 통해 민족문화의 우수성을 선양하고 전승․보급하여 문화발전에 기여함을 목적으로 2009년 11월 18일 설립된 문화체육관광부 소관의 재단법인이다. 사무실은 경상북도 안동시 평화길 48 (평화동)에 있다.

## 주요 사업
- 문화재의 보존, 복원, 활용방안, 정비계획에 대한 연구
- 문화재의 조사(지표조사 및 발굴조사), 연구 및 학술자료 발간
- 문화재의 보호, 보전, 선양사업
- 문화재와 관련된 각종 학술행사 개최․교육 및 지원사업
- 문화재의 자문, 수탁, 보존처리. 이전, 복원, 수장 및 전시
- 법인의 목적을 달성하기 위하여 기타 필요한 사업